# (7338) 1990 VJ3
A (7338) 1990 VJ3 a Naprendszer kisbolygóövében található aszteroida. H. Shiozawa és M. Kizawa fedezték fel 1990. november 12-én.